# Cyclone (groupe)
Pour les articles homonymes, voir Cyclone (homonymie).
Cyclone est un groupe belge de thrash metal, originaire de Vilvorde, en Région flamande.

## Histoire
Le groupe est formé en 1981 sous le nom de Centurion par Guido, Johnny Kerbusch et Pascal Van Lint. En 1982, le nom, qui vient d'ailleurs de la chanson Cyclone du groupe néerlandais Dervish, est changé en Cyclone. Les membres allaient et venaient et au début de 1983 ; il y avait la première vraie formation Guido, Johnny Kerbusch, Pascal Van Lint, Michel De Rijdt et Nicolas Lairin. De Rijdt est remplacé en 1985 par Stefaan, alors roadie à la guitare. Après avoir écouté la démo In the Grip of Evil, le groupe signe un contrat avec Roadrunner Records et sort son premier album Brutal Destruction en 1986, dont plus de 100 000 exemplaires sont vendus au comptoir.
En juillet 1987, Kerbusch et Lairin quittent le groupe et sont remplacés par Pablos Alvarez et Giancarlo Langhendries. Après la tournée européenne avec Blessed Death en 1988, Pascal Van Lint quitte également le groupe et est remplacé par Xavier Carion, mais comme il n'y avait pas de véritable déclic, Carion ne reste que 4 mois et Alvarez disparaît également du groupe. C'est à ce moment-là que Stefaan, qui était déjà guitariste dans la salle de répétition depuis des années, passe définitivement de la basse à la guitare. Un nouveau bassiste a été trouvé en la personne de Gert Van Overloop et, en 1989, Didier Capelle, ex-Warhead, rejoint le groupe pour former un quintette. Le deuxième album Inferior to None suit en 1990 sur Justice Records, produit par Eric Greif, connu pour son travail avec Morbid Saint, Invocator, Acrophet et Viogression.
Lors de la tournée 1991 avec Sadus, Christian Olde Wolbers, alors roadie guitariste, assure les parties de guitare d'un Didier Capelle absent pour des raisons familiales pendant une partie de la tournée. Début 1992, Langhendries est remplacé à la batterie par Eric Severin, Cyclone donne son tout dernier concert en mai 1993. En 1998, le label français Axe Killer Records sort Brutal Destruction en CD dans une édition limitée à 3 000 exemplaires numérotés, et en 2007, le label polonais Metal Mind Productions réédite Brutal Destruction en format CD. Au cours de ses années d'existence, Cyclone joue avec Metallica, Slayer, Anthrax, Metal Church, Overkill, Agent Steel, Whiplash, Sepultura, Carcass, Kreator, Destruction, etc., entre autres, et effectue une tournée européenne avec Blessed Death en 1988 et avec Sadus en 1991.

## Style musical
Le groupe joue du thrash metal old-school influencé par des groupes comme Angel Witch, Satan, Holocaust, Diamond Head, Deep Machine, Tygers of Pan Tang de la légendaire scène NWOBHM.La musique du groupe peut être comparée à celle de groupes comme Overkill, Metallica,,, Sacrifice et Exodus,. La musique (comme l'a décrite un chroniqueur) « évolue largement dans la gamme des mid/up-tempo, brille avec des riffs grandioses et des breaks massifs. » L'album Inferior to None « n'est en aucun cas destiné à être écouté une seule fois entre les deux, il faut s'engager dans ce disque proprement pendant un certain temps [...]. »

## Discographie
- 1982 : Rehearsal 1982 (démo)
- 1983 : Demo I ‘83 (démo)
- 1984 : Demo II ‘84 (démo)
- 1984 : Demo III ‘84 (démo)
- 1985 : In the Grip of Evil (démo)
- 1986 : Brutal Destruction (album, Roadrunner Records)
- 1986 : Metal Race (split avec Iron Grey, Explorer et Lightning Fire, Roadrunner Records)
- 1988 : Demo ‘88 (démo)
- 1990 : Inferior to None (album, Justice Records)